# Bravo-Jahrescharts 1968
Der Einfluss der 68er-Bewegung ist in den Bravo-Charts nicht zu erkennen. Tom Jones ist mit dem Song Delilah auf seinem ersten Karrierehöhepunkt angelangt. Das Lied wird zum Welthit. Roy Black ist der unangefochtene Schlagerheld der deutschen Jugendlichen, und Cliff Richard kehrt durch den Eurovision Song Contest in die deutschen Charts zurück. Die neue Lieblingsband der Teenies sind die Bee Gees, die mit ihren Falsettstimmen und ihren Balladen die Kids begeistern.

## Bravo-Jahrescharts 1968
1. Delilah – Tom Jones – 350 Punkte
2. Bleib bei mir – Roy Black – 336 Punkte
3. Congratulations – Cliff Richard – 318 Punkte
4. World – The Bee Gees – 311 Punkte
5. Lazy Sunday – The Small Faces – 289 Punkte
6. Words – The Bee Gees – 281 Punkte
7. Jumpin’ Jack Flash – The Rolling Stones – 276 Punkte
8. Yummy Yummy Yummy – Ohio Express – 272 Punkte
9. Lady Madonna – The Beatles – 260 Punkte
10. Hey Jude – The Beatles – 249 Punkte

## Bravo-Otto-Wahl 1968

### Beat-Gruppen
1. Goldener Otto: The Bee Gees
2. Silberner Otto: The Beatles
3. Bronzener Otto: The Monkees

### Sänger
1. Goldener Otto: Roy Black
2. Silberner Otto: Graham Bonney
3. Bronzener Otto: Ricky Shayne

### Sängerinnen
1. Goldener Otto: Wencke Myhre
2. Silberner Otto: Manuela
3. Bronzener Otto: Peggy March